# 립스틱 짙게 바르고 (영화)
"립스틱 짙게 바르고"(Dark Lipstick)는 한국에서 제작된 석도원 감독의 1996년 드라마 영화이다. 오수비 등이 주연으로 출연하였고 조춘원 등이 제작에 참여하였다.

## 출연

### 주연
- 오수비

### 조연
- 안도훈
- 최유경
- 이무정
- 길달호
- 강경돈
- 배상용
- 곽만용
- 문철재
- 서영석
- 김탁호
- 김민영

## 기타
- 원작자: 양인자
- 조명: 조길수
- 녹음: 손인호